# Умови людського існування (картина)

Умови людського існування

«Умови людського існування» (фр. La condition humaine) — картина бельгійського художника-сюрреаліста Рене Магрітта. Полотно, олія.

## Сюжет
На картині зображена стіна кімнати, крізь отвір якої видно морський пляж. Поруч з отвором зображена картина на мольберті, але полотно, наче скло: намальована картина в точності збігається з фрагментом реального пейзажу за стіною. Глядача при уважному вивченні картини охоплює дивне відчуття від вигадливого змішання видимої реальності та створеної зображенням ілюзії.

## Версії
Рене Магрітт написав кілька варіантів картини. Найбільш відомі версія 1933 року, що зберігається в Національній галереї мистецтва у Вашингтоні, і версія 1935 року, зберігається в колекції Симона Спирера в Женеві. Існує також кілька малюнків з такою ж назвою, один з яких зберігається в Клівлендському музеї мистецтва.